# Réglementation sur les nuisances sonores
La réglémentation sur les nuisances sonores comprend des lois ou directives liées à l'émission de bruit, établies par des niveaux de gouvernements nationaux, d'états ou provinciaux et municipaux. Après le grand tournant de l'acte américain de contrôle des nuisances sonores, d'autres gouvernements locaux et d'état établissent d'autres règles.
Une réglementation des nuisances sonores restreint la quantité de bruit, la durée du bruit et la source du bruit. Les restrictions sont généralement valables à certaines heures de la journée.
Bien que le Royaume-Uni et le Japon aient adopté des lois nationales respectivement en 1960 et en 1967, ces lois ne sont pas exhaustives ou pleinement applicables pour s'attaquer à l'augmentation du bruit ambiant.